# Ledegöl
Ledegöl är en sjö i Högsby kommun i Småland och ingår i Alsteråns huvudavrinningsområde. Sjöns area är 0,09 kvadratkilometer och den är belägen 77,7 meter över havet.
Sydväst om sjön finns ett naturreservat kallat även det Ledegöl.